# Francesco Sonis
Francesco Sonis (Oristano, 29 aprile 2002) è uno scacchista italiano, grande maestro, campione italiano nel 2024.
Campione europeo giovanile nel 2018, bronzo al campionato mondiale under 18 online del 2020, è stato dal settembre 2018 a fine 2022 nella top 100 mondiale dei giocatori juniores (under 20).

## Biografia
Ha iniziato a giocare a scacchi all’età di 9 anni e si è formato prima presso il circolo di Oristano, con Giovanni Manai che gli insegna il gioco degli scacchi, e poi presso lo storico Red Tal di Marrubiu. Vive a Oristano con il fratello gemello Luca e i genitori Cesare e Paola. Ha frequentato il liceo classico a Oristano, diplomandosi con il voto massimo, è iscritto all'Università di Cagliari, dove frequenta la facoltà di informatica, nel tempo libero gioca a basket e suona il pianoforte.

## Carriera
Nel 2013 vince il Campionato italiano giovanile under 12 nel torneo di Courmayeur e per due anni consecutivi, nel 2015 a Montesilvano e nel 2016 a Olbia, è campione italiano under 14.
Nel frattempo vince il torneo B della 9ª edizione del festival week end Città di Livorno (2013), la XXXVIII (2013) e la XXXIX (2014) Coppa Città di Cagliari ed è primo anche nel torneo Semilampo Saccargia (2014).
La sua carriera scacchistica è un’ascesa costante: Maestro nazionale a 12 anni, a 13 è Maestro FIDE e a soli 15 anni conquista il titolo di Maestro Internazionale. Nel frattempo incrementa anche il suo Elo FIDE fino a raggiungere i 2501 punti.
Nel 2018, ad Alessandria, vince con 7 punti su 9 la Semifinale del Campionato italiano assoluto, superando avversari più quotati, come i grandi maestri Sabino Brunello e Danyyil Dvirnyy e l'allora maestro internazionale Pier Luigi Basso.
Il 29 agosto del 2018 a Riga realizza l'impresa di vincere la medaglia d'oro nel Campionato europeo giovanile di scacchi under 16 con 7,5 punti su 9, prima vittoria in assoluto di un italiano da quando esiste il Campionato europeo giovanile.
Nel luglio 2019 a Purtichju, nei pressi di Ajaccio, partecipa alla sesta edizione dell'omonimo Open Internationel de Purtichju, concludendo l'evento 14º con 6 punti su 9. In settembre a Salobreña giunge 3º ai Mondiali giovanili cadenza Rapid con 7 su 9, preceduto per migliori scontri diretti dal grande maestro Lucas van Foreest (1º) e dal maestro internazionale Nguyễn Anh Khôi (2º).
Nel gennaio 2020 ottiene la sua prima norma di Grande Maestro a Montebelluna durante la Vergani Cup, raggiungendo il 3º posto con 6 punti su 9.
Nel dicembre 2020 sale sul podio del mondiale U18 Online. Sconfitto nella semifinale dal Grande Maestro indiano Nihal Sarin ottiene il terzo posto nella finalina con Mahdi Gholami Orimi, battuto agli spareggi nella partita armageddon.
Nel 2021 in marzo ottiene la seconda norma di Grande Maestro vincendo il torneo "Second Mix" di Bassano del Grappa con 6,5 punti su 9. In agosto ottiene la terza e definitiva norma di grande maestro a Spilimbergo durante la diciannovesima edizione dell'Open Internazionale omonimo, realizzando un punteggio di 6,5 punti su 9 e diventando così il ventesimo scacchista italiano ad aver raggiunto il più alto titolo internazionale.
Al Campionato Mondiale juniores del 2022 ottiene il quarto posto senza subire nessuna sconfitta.
Nel novembre 2023 vince il torneo di Benidorm con 8 punti su 9.
Si laurea campione italiano a Torino nel 2024, riuscendo a spuntarla all'ultimo turno dopo una volata a quattro con Luca Moroni, Sabino Brunello e Gabriele Lumachi, realizzando 7,5 punti su 11.

### Nazionale
Nel 2019 viene convocato per la prima volta nella selezione a squadre della nazionale italiana alla Mitropa Cup, per poi essere convocato agli europei a squadre. Nel 2020 partecipa alle Olimpiadi degli scacchi disputatesi online. Ha partecipato con l'Italia anche a due olimpiadi degli scacchi: dal 2022 al 2024 ha vinto 7 partite, pareggiate 4 e perse 5.
Nel maggio del 2021 vince la Mitropa Cup, totalizzando 5 punti su 7.
Nel novembre del 2023 partecipa al Campionato europeo, in terza scacchiera ottiene 4 punti su 7 partite disputate .

## Statistiche
Il punteggio massimo ottenuto nell'Elo Fide è di 2579, 2° tra gli italiani preceduto solo da Daniele Vocaturo, raggiunto nel giugno 2024.
Ad aprile 2025 è il giocatore numero 1 in Italia con 2576 punti, davanti a Daniele Vocaturo e Lorenzo Lodici.